# H. C. Artmann-Preis
Der H. C. Artmann-Preis wurde 2004 von der Stadt Wien als Literaturpreis für „herausragende Leistungen auf dem Gebiet der Lyrik“ gestiftet. Mit dieser Auszeichnung zu Ehren H. C. Artmanns werden Wiener Schriftsteller gewürdigt, deren Werke „einen intensiven Wienbezug oder eine Verbindung mit dem Werk H. C. Artmanns“ aufweisen. Er wird alle zwei Jahre verliehen und ist mit 10.000 Euro dotiert.

## Preisträger
- 2004 Peter Waterhouse
- 2006 Ferdinand Schmatz
- 2008 Oswald Egger[1]
- 2010 Erwin Einzinger[2]
- 2012 Franz Josef Czernin[3]
- 2014 Elfriede Czurda
- 2016 Anselm Glück[4]
- 2018 Gundi Feyrer[5]
- 2020 Gerhard Ruiss[6]
- 2022 Julian Schutting[7]
- 2024 Margret Kreidl[8]